# Daniel Rogers
Daniel Rogers (* 3. Januar 1754 in Pungoteague, Accomack County, Colony of Virginia; † 2. Februar 1806 in Milford, Delaware) war ein US-amerikanischer Politiker und von 1797 bis 1799 Gouverneur des Bundesstaates Delaware.

## Frühe Jahre und politischer Aufstieg
Rogers wurde auf einer Farm in Virginia geboren. Um das Jahr 1775 kam er in das Sussex County in Delaware, wo er eine eigene Farm erwarb und unter anderem als Müller arbeitete. Politisch trat er erst ab 1791 in Erscheinung. In diesem Jahr wurde er in das Repräsentantenhaus von Delaware gewählt, in dem er bis 1792 verblieb. Zwischen 1792 und 1797 war er Mitglied im Staatssenat, dessen Präsident er wurde.

## Gouverneur von Delaware und weiterer Lebenslauf
In seiner Eigenschaft als Senatspräsident fiel Rogers nach dem Tod von Gouverneur Gunning Bedford am 28. September 1797 entsprechend der Staatsverfassung dessen Amt zu. Seine Aufgabe war die Beendigung der angebrochenen Amtszeit, die noch bis Januar 1799 lief. In dieser Zeit setzte er die von Bedford begonnene Politik weiter fort. Das heißt: Er förderte sowohl das Schulsystem als auch das Transportwesen seines Staates. Nach dem Ende seiner Amtszeit kehrte Rogers nach einer kurzen Pause im Jahr 1801 wieder in den Staatssenat zurück. Dort verbrachte er die letzten Jahre seines Lebens erneut als Präsident dieser Kammer. Daniel Rogers starb im Februar 1806. Er war zweimal verheiratet und hatte insgesamt zwölf Kinder.